# Voyage
Voyage — дев'ятий студійний альбом шведського гурту ABBA, випущений 5 листопада 2021 року. Це перший студійний альбом групи з новим матеріалом за 40 років після The Visitors 1981 року та розпаду групи 1982 року. До альбому ввійшли 10 пісень.
Альбом анонсували 2 вересня 2021 року під час онлайн-стриму на youtube-каналі гурту. 2018 року гурт повідомив, що записує дві нові пісні — «I Still Have Faith in You» та «Don't Shut Me Down», які представили 2 вересня на пресконференції. Гурт також анонсував ABBA Voyage — віртуальне турне, у якому замість учасників гурту виступатимуть їхні «цифрові аватари» — голограми зірок у молодому віці, у супроводі 10 музикантів. Серія концертів розпочнеться 27 травня 2022 року і відбудеться на спеціально облаштованій для цього арені в Олімпійському парку королеви Єлизавети в Лондоні.

## ABBA Voyage
У вересні 2017 року гурт повідомив, що збирається вирушити у віртуальне турне, де замість учасників гурту виступали б їхні цифрові аватари — так звані «аббатари». Утім, через технічні негаразди та пандемію його довелося відкласти до 2022 року. У квітні 2021 року учасник гурту Б'єрн Ульвеус в інтерв'ю виданню The Times розповів, що віртуальний тур відбудеться 2022 року. Турне, що має назву «ABBA Voyage», розпочнеться 27 травня 2022 року та проводитиметься на спеціально спорудженій арені в Олімпійському парку королеви Єлизавети на сході Лондона, концерти в якому заплановані 6 днів на тиждень. Віртуальні копії артистів розробила компанія Industrial Light and Magic, заснована Джорджем Лукасом.

## Список композицій
Автор музики і слів Бенні Андерссон та Б'єрн Ульвеус. 
| Трек-лист альбому | Трек-лист альбому           | Трек-лист альбому |
| #                 | Назва                       | Тривалість        |
| ----------------- | --------------------------- | ----------------- |
| 1.                | «I Still Have Faith in You» | 5:09              |
| 2.                | «When You Danced with Me»   | 2:50              |
| 3.                | «Little Things»             | 3:08              |
| 4.                | «Don't Shut Me Down»        | 3:56              |
| 5.                | «Just a Notion»             | 3:31              |
| 6.                | «I Can Be That Woman»       | 4:01              |
| 7.                | «Keep an Eye on Dan»        | 4:05              |
| 8.                | «Bumblebee»                 | 3:57              |
| 9.                | «No Doubt About It»         | 2:56              |
| 10.               | «Ode to Freedom»            | 3:32              |
| 37:03             |                             |                   |